# Jana Peterová
Jana Peterová (* 3. srpna 2000 Rychnov nad Kněžnou) je česká reprezentantka v orientačním běhu. Jejím největším úspěchem je stříbrná medaile ze štafet na mistrovství Evropy dorostu 2016,
které se konalo v polské Jarosławi. V současnosti běhá za český klub OK Lokomotiva Pardubice, dříve reprezentovala klub KOB Dobruška.

## Sportovní kariéra

### Umístění na ME
| Přehled úspěchů na Mistrovství Evropy dorostu | Přehled úspěchů na Mistrovství Evropy dorostu | Přehled úspěchů na Mistrovství Evropy dorostu | Přehled úspěchů na Mistrovství Evropy dorostu | Přehled úspěchů na Mistrovství Evropy dorostu |
| Mistrovství Evropy dorostu                    | Sprint                                        | Long                                          | Štafety                                       |                                               |
| --------------------------------------------- | --------------------------------------------- | --------------------------------------------- | --------------------------------------------- | --------------------------------------------- |
| Jarosław 2016                                 | 8. místo                                      | 5. místo                                      | 2. místo                                      |                                               |
| Banská Bystrica 2017                          | DSQ                                           | 12. místo                                     | 6. místo                                      |                                               |

### Umístění na MČR
| Umístění na Mistrovství České republiky v orientačním běhu | Umístění na Mistrovství České republiky v orientačním běhu | Umístění na Mistrovství České republiky v orientačním běhu | Umístění na Mistrovství České republiky v orientačním běhu | Umístění na Mistrovství České republiky v orientačním běhu | Umístění na Mistrovství České republiky v orientačním běhu | Umístění na Mistrovství České republiky v orientačním běhu |
| Ročník                                                     | Kategorie                                                  | Klasická trať                                              | Krátká trať                                                | Sprint                                                     | Noční                                                      | Členství v klubu                                           |
| ---------------------------------------------------------- | ---------------------------------------------------------- | ---------------------------------------------------------- | ---------------------------------------------------------- | ---------------------------------------------------------- | ---------------------------------------------------------- | ---------------------------------------------------------- |
| MČR 2014                                                   | D16 – mladší dorostenky                                    | 19. místo                                                  | 39. místo                                                  | 6. místo                                                   |                                                            | KOB Dobruška                                               |
| MČR 2015                                                   | D16 – mladší dorostenky                                    | 5. místo                                                   | 11. místo                                                  | 37. místo                                                  | 5. místo                                                   | OK Lokomotiva Pardubice                                    |
| MČR 2016                                                   | D16 – mladší dorostenky                                    | 4. místo                                                   | 2. místo                                                   | 5. místo                                                   | 2. místo                                                   | OK Lokomotiva Pardubice                                    |
| MČR 2017                                                   | D18 – starší dorostenky                                    | 4. místo                                                   | 11. místo                                                  | 6. místo                                                   | 5. místo                                                   | OK Lokomotiva Pardubice                                    |